# Karin Schenck-Gustafsson
Karin Schenck-Gustafsson, folkbokförd Karin Gunilla Schenck, född 15 juli 1945 i Högsby församling i Kalmar län, är en svensk läkare och professor.
Efter medicinstudier fick Karin Schenck-Gustafsson sin legitimation 1973 och specialistutbildade sig inom allmän internmedicin och hjärtsjukdomar. Hon har bland annat verkat vid Södertälje sjukhus och Huddinge sjukhus. Hon försvarade sin doktorsavhandling vid Karolinska Institutet 1982 och blev senare professor vid nämnda lärosäte.
Karin Schenck-Gustafsson är sedan 1970 gift med Anders G. Gustafsson (född 1943).